# Andy Morahan
Pour les articles homonymes, voir Morahan.
Andrew « Andy » Morahan est un réalisateur anglais, né le 25 juillet 1958 à Londres. Il a principalement officié comme réalisateur de clips musicaux. Il est ainsi connu pour ses nombreuses collaborations avec George Michael, avec qui il a remporté le MTV Video Music Award de la meilleure réalisation pour le clip de Father Figure en 1988. Andy Morahan a également mené une carrière dans la publicité et le cinéma, réalisant notamment Highlander 3 avec Christophe Lambert dans le rôle-titre en 1994. Il réalise également des captations de pièces de théâtre et d'opéras au Royaume-Uni.

## Biographie
Andrew Douglas Morahan nait le 25 juillet 1958, dans le quartier de Kensington, Londres. Il est le fils du réalisateur et metteur en scène Christopher Morahan (1929-2017). Il est ainsi le demi-frère de l'actrice Hattie Morahan.
Andy Morahan découvre le métier en accompagnant son père sur les tournages, notamment aux Pinewood Studios. Il sort ensuite diplômé du St Martin's College (en).
Andy Morahan se spécialise ensuite dans la réalisation de clips et de captations de concerts à partir des années 1980, travaillant avec de nombreux artistes britanniques et américains : AC/DC, Bryan Adams, Aerosmith, a-ha, Bananarama, Extreme, Guns N' Roses, Michael Jackson, Billy Joel, Elton John, Bon Jovi, Cyndi Lauper, Paul McCartney, Pet Shop Boys, Simple Minds, Simply Red, Tears For Fears, Terence Trent D'Arby, The Human League, Van Halen et Wham!.
Il réalise ensuite son premier long métrage pour le cinéma, Highlander 3, sorti en 1994. Il y dirige Christophe Lambert, Mario Van Peebles ou encore Deborah Kara Unger. Le film est un succès modeste au box-office mais reçoit des critiques globalement négatives. Il dirige ensuite Nigel Hawthorne, Mary Louise Parker et Jimmy Smits dans Murder in Mind, sorti en 1997.
Il abandonne un temps le cinéma pour réaliser plusieurs publicités, dont une pour des jeans Guess, Cheat, notamment avec Harry Dean Stanton,. Ce film publicitaire remporte de nombreux prix à travers le monde. Cela permet à Andy Morahan de tourner ensuite pour de multiples annonceurs comme Ford, Carling, Bacardí, Barclays, Vodafone, Volkswagen ou encore Canon. Il continue en parallèle à tourner des clips musicaux et captations d'evènements musicaux.
En 2009, il réalise le long métrage Goal! 3: Taking on the World, troisième volet d'une trilogie narrant l'ascension d'une jeune footballeur mexicain.
En 2018, il écrit et réalise le film Boogie Man.

## Filmographie
Sauf indication contraire, les informations mentionnées dans cette section peuvent être confirmées par la base de données cinématographiques IMDb,  présente dans la section « Liens externes ».

### Cinéma
- 1994 : Highlander 3 (Highlander III: The Sorcerer)
- 1997 : Murder in Mind
- 2009 : Goal! 3: Taking on the World (DTV)
- 2018 : Boogie Man (en) (également réalisateur)

### Clips musicaux (liste non exhaustive)
Source complémentaire : IMVDB
- AC/DC : Stiff Upper Lip (2000), Safe in New York City (2000), Satellite Blues (2001).
- Aerosmith : Hole in My Soul (1997).
- Extreme : Get the Funk Out (1990).
- Guns N' Roses : Don't Cry (1991), Bad Apples (1991), November Rain (1992), Garden Of Eden (1992), Yesterdays (1992), Estranged (1994).
- Michael Jackson : Give in to Me (1993).
- Billy Joel : The Downeaster (1990) The River of Dreams (1993).
- George Michael : Careless Whisper (coréalisé avec Duncan Gibbins, 1984), A Different Corner (1986), I Knew You Were Waiting (For Me) (1987), I Want Your Sex (coréalisé avec George Michael, 1987), Faith (coréalisé avec George Michael, 1987), Father Figure (coréalisé avec George Michael, 1988), Monkey (coréalisé avec George Michael, 1988), Kissing a Fool (coréalisé avec George Michael, 1988), Don't Let the Sun Go Down on Me (1991), Older (1997), Round Here (2004), Live in London (captation de concert, 2009), George Michael at the Palais Garnier, Paris (captation de concert, 2014).
- Pet Shop Boys : West End Girls (1984), Opportunities (Let's Make Lots of Money) (1985).
- Simple Minds : Sign o' the Times (1989), Belfast Child (1989), Mandela Day (1989), This Is Your Land (1989), Kick It In (1989), Let There Be Love (1991).
- Simply Red : The Right Thing (1987), Something Got Me Started (1991), For Your Babies (1992), Fake (2003).
- Tears For Fears : Woman in Chains (1989), Advice for the Young at Heart (1990).
- The Human League : Human (1986), I Need Your Loving (1986), Heart Like A Wheel (1990), Tell Me When (1995), One Man In My Heart (1995).
- Van Halen : Finish What Ya Started (1988).
- Wham! : Wake Me Up Before You Go-Go (1984), Everything She Wants (1984), Last Christmas (1984), I'm Your Man (1985), The Edge of Heaven (1986), Where Did Your Heart Go? (coréalisé avec George Michael, 1986).